# 디에고 요렌테
디에고 하비에르 요렌테 리오스(스페인어: Diego Javier Llorente Ríos, 1993년 8월 16일, 마드리드 지방 마드리드 ~)는 프로 축구 선수로, 로마에서 뛰고 있는 중앙 수비수이다.

## 클럽 경력
마드리드 출신으로, 요렌테는 2002년 7월, 자신의 9번째 생일을 한 달 앞두고 레알 마드리드의 유소년 아카데미에 입학했다. 2012-13 시즌 그는 카우달 데포르티보와의 세군다 디비시온 B 3군 경기에 출전하며 성인 무대 데뷔전을 치렀고, 적지에서 1-1로 비겼다.
2013년 3월 24일, 요렌테는 4-0으로 이긴 코르도바와의 안방 경기에서 부상당한 이반 곤살레스와 교체로 들어가 첫 레알 마드리드 카스티야 경기를 치렀다. 5월 11일, 그는 에스파뇰과의 라 리가 경기에서 1군의 후보로 대기만 했지만, 6월 1일, 오사수나와의 안방 경기이자 시즌 최종전에서 알바로 아르벨로아와 교체로 들어가 1군 첫 경기를 치렀다.
2015년 7월 14일, 요렌테는 이웃의 라요 바예카노로 한 시즌 간 임대되었다. 2016년 1월 3일, 2-2로 비긴 레알 소시에다드와의 안방 경기에서 첫 1부 리그 골을 넣었고, 경기는 2-2로 비겼고, 붙박이 주전을 맡았지만, 라요 바예카노는 뒤에서 3위를 차지해 강등당했다.
2016년 7월 8일, 요렌테는 1부 리그의 말라가로 임대되었다.

## 국가대표팀 경력
2016년 5월, 요렌테는 보스니아 헤르체고비나와의 친선경기를 앞두고 비센테 델 보스케 감독에 의해 스페인 성인 국가대표팀에 차출되었다. 그 달 말, 그는 3-1로 이긴 스위스전에서 세스크 파브레가스와 교체로 출전했다.